# Favonius leechi
Favonius leechi är en fjärilsart som beskrevs av Riley 1939. Favonius leechi ingår i släktet Favonius och familjen juvelvingar. Inga underarter finns listade i Catalogue of Life.